# حداثة متأخرة
في الفنون البصرية، تشمل الحداثة المتأخرة الإنتاج الإجمالي لأحدث الأعمال الفنية في الفترة بين الحرب العالمية الثانية وأوائل القرن الحادي والعشرين. تُشير المصطلحات في كثير من الأحيان إلى أوجه التشابه بين الحداثة المتأخرة وما بعد الحداثة، رغم وجود اختلافات. إن المصطلح السائد للإنتاج الفني منذ الخمسينيات يُعرف بالفن المعاصر. ليس كل فن يُسمى الفن المعاصر هو حداثي أو فن ما بعد الحداثة، ويشمل المصطلح الأوسع الفنانين الذين يواصلون العمل على التقاليد الحديثة والمتأخرة، وكذلك الفنانين الذين يرفضون الحداثة لأسباب ما بعد الحداثة أو لأسباب أخرى. يجادل آرثر دانتو في كتابه «بعد نهاية الفن» أن المعاصرة كانت المصطلح الأوسع، وأن موضوعات ما بعد الحداثة تمثل قطاعًا فرعيًا للحركة المعاصرة التي حلت محل الحداثة، في حين يجادل نقاد بارزون آخرون -مثل هيلتون كرامر وروبرت مورغان وكيرك فارندوي وجان فرانسوا ليوتار- بأن موضوعات ما بعد الحداثة هي الأفضل مقارنةً بالأعمال الحديثة.
تُستخدم اللغة الاصطلاحية التي تشمل مصطلحي الحداثة المتأخرة وفن ما بعد الحداثة للدلالة على ما يمكن اعتباره المرحلة النهائية للفن الحديث، كالفن في نهاية الحداثة أو نزعات معينة للفن الحديث.
هناك من يجادل ضد التقسيم إلى فترات حديثة وما بعد الحداثة. ولا يتفق جميع النقاد على أن المرحلة التي تُسمى الحداثة قد انتهت أو حتى قاربت نهايتها. إذ لا يوجد اتفاق على أن كل فن بعد الحداثة هو من ضمن فن ما بعد الحداثة. الفن المعاصر هو المصطلح المستخدم على نطاق واسع للدلالة على ما بعد عام 1960 تقريبًا، مع أنه يتضمن العديد من الاستخدامات الأخرى أيضًا، لا ينفصل فن ما بعد الحداثة عالميًا عن الفن الحديث، إذ يرى النقاد أنها مجرد مرحلة أخرى في الفن الحديث أو شكل آخر من أشكال الحداثة المتأخرة. كما هو الحال مع جميع الاستخدامات لمصطلح ما بعد الحداثة، هناك منتقدون لتطبيقه، ومع ذلك، في هذه المرحلة هؤلاء النقاد هم الأقلية. هذا لا يعني أن مرحلة الفن التي ترمز إلى ما بعد الحداثة مقبولة، مجرد أن الحاجة إلى مصطلح لوصف الحركات في الفن بعد ذروة التعبيرية المجردة راسخة تمامًا. ومع ذلك فإن مفهوم التغيير قد وصل إلى اتفاق جماعي في الرأي، وسواء كان التغيير ما بعد الحداثة، أو فترة متأخرة غير محددة من العصر الحداثي، يوجد إجماع على حدوث تغيير عميق في مفهوم الأعمال الفنية وانبثاق عصر جديد على الساحة العالمية منذ الستينيات على الأقل.
في الادب، يشير مصطلح الحداثة المتأخرة إلى الأعمال الأدبية التي أُنتجت بعد الحرب العالمية الثانية. ومع ذلك، توجد العديد من التعريفات المختلفة للأدب الحداثي المتأخر. ويشير الأكثر شيوعًا إلى الأعمال التي نُشرت بين عامي 1930 و1939، أو عام 1945. مع ذلك، هناك حداثيين، مثل باسل باونتنغ (1900-1985) وت. س. إليوت (1888-1965) كتبوا بعد عام 1945. وصمويل بيكيت الذي تُوفي سنة 1989، ووُصف بالحداثي الأخير. نشر إليوت مسرحيتين سنة 1950 ونُشرت قصيدة باونتينغ الحداثية الطويلة بريغفلاتس سنة 1965. أما الشاعران تشارلز أولسون (1910-1970) وجيرمي هالفرد برايني (1936) فقد وُصفوا -من بين آخرين كتبوا في النصف الثاني من القرن العشرين- بالحداثيين المتأخرين. يتعلق سؤال آخر بكون الأدب الحداثي المتأخر يختلف بدرجة ملحوظة عن الأعمال الحداثية التي أُنتجت قبل 1930. حديثًا أُعيد تعريف مصطلح الحداثة المتأخرة، واستُخدم للإشارة إلى الأعمال التي كُتبت بعد 1945، لا 1930، وعلى هذا، تنشأ فكرة أن أيديولوجية الحداثة أُعيد تشكيلها من خلال أحداث الحرب العالمية الثانية، وخاصةً الهولوكوست وإلقاء القنبلة الذرية.

## اختلافها عن ما بعد الحداثة
تصف الحداثة المتأخرة الحركات التي تنشأ من اتجاهات الحداثة وتتفاعل ضدها وترفض بعض جوانب الحداثة، في حين تُطور بالكامل الإمكانات المفاهيمية للمؤسسة الحداثية. في بعض الأوصاف انتهت مرحلة ما بعد الحداثة فترةً في الفن. في حين أنها في حالات أخرى حركة مستمرة في الفن المعاصر.
في الفن، السمات المحددة للحداثة التي يُستشهد بها هي النقاء الرسمي عمومًا، وخواص نوعية متوسطة، ومبدأ الفن للفن، وإمكانية الأصالة في الفن، وأهمية أو احتمالية وجود حقيقة عالمية في الفن، وأهمية الطليعة والأصالة. النقطة الأخيرة هي من نقاط النزاع الخاص في الفن، إذ تجادل العديد من المؤسسات بأن الرؤية التطلعية، والتطور والتقدم أمر حاسم لمهمة الفن في الوقت الحاضر، ومن ثم فإن ما بعد الحداثة يمثل تناقضًا مع القيم العصرية للفن.
أحد التعريفات المدمجة المقدمة أنه في حين يعمل ما بعد الحداثة على رفض الروايات الكبرى للتوجه الفني، والقضاء على الحدود بين الأشكال العليا والدنيا للفن، لتعطيل النوع واتفاقياته مع الاصطدام والتجميع والتجزئة. يُنظر إلى فن ما بعد الحداثة أنه يؤمن بأن كل المواقف غير مستقرة وغير صادقة، ومن ثم فإن المفارقة والمحاكاة الساخرة والفكاهة هي المواقف الوحيدة التي لا يمكن نقضها بالنقد أو الأحداث اللاحقة.
العديد من هذه السمات موجودة في الحركات الحديثة في الفن، لا سيما رفض الفصل بين الأشكال العليا والدنيا من الفن. ومع ذلك، تعد هذه السمات الأساسية لفن ما بعد الحداثة، بدلًا من مجرد الوجود في درجة واحدة أو أخرى. لكن إحدى أهم نقاط الاختلاف بين ما بعد الحداثة والحداثة، هو الموقف التقدمي للحداثة بأن تكون الأعمال الجديدة أكثر «تطلعًا» وتقدمية، في حين ترفض حركات ما بعد الحداثة عمومًا فكرة ارتقاء أو تقدم في الفن بحد ذاته، ومن ثم يجب أن يكون أحد مشاريع الفن هو الانقلاب من «أسطورة الطليعة». يتعلق ذلك بإنكار ما يسميه الفلاسفة البنيوية «السرديات الكبرى».

كانت روزاليند إي. كراوس إحدى المعلقين المهمين على الرأي القائل بأن الطليعة قد انتهت، وأن العصر الفني الجديد كان موجودًا في الحياة الطبيعية ما بعد الليبرالية وما بعد التقدم. شرح الناقد روبرت هيوز مثالًا عن وجهة النظر هذه في كتابه «صدمة الجديد» في الفصل «المستقبل الذي كان»: 
«من أين بدأت هذه الأكاديمية الجديدة؟ في أصلها كانت أسطورة الطليعة قد جعلت الفنان ليكون سلفًا. العمل المهم هو الذي يُعد للمستقبل. إذ انتهت عبادة الأسلاف بتعقيد المشهد بمطالب نبوية سخيفة. كانت فكرة الطليعة الثقافية لا يمكن تصورها قبل 1800، وقد عززها نهوض الليبرالية. عندما كان طعم المحاكم الدينية والعلمانية يحدد المحسوبية، لم يُعَد الابتكار التخريبي علامةً على الجودة الفنية. ولم يكن الاستقلال الذاتي للفنان هو ما يأتي بالشخصيات الرومانسية».
كما هو الحال مع جميع استخدامات مصطلح ما بعد الحداثة، وُجد منتقدون لتطبيقه، مثلًا صرح كيرك فارندوي أنه لا يوجد شيء اسمه ما بعد الحداثة، وأن إمكانات الحداثة لم تستنفد بعد. ولكن هؤلاء النقاد هم حاليًا الأقلية.
يصف هيلتون كرامر ما بعد الحداثة بأنه «خلق للحداثة في نهاية عهدها». وفي تحليل فريدريك جيمسون، فإنه لا يرى أن مرحلة ما بعد الحداثة تختلف جذريًا عن فترة الحداثة العليا، بل إن استياء ما بعد الحداثة مع هذا النمط الحداثي العالي أو ذاك، يُعَد جزءًا من تجربة الحداثة العليا التي ولدت حداثة جديدة.

## الحركات الراديكالية في الفن الحديث
ظهرت الحركات المتطرفة في الحداثة، والفن الحديث، والاتجاهات الراديكالية التي عُدَّت مؤثرةً وقد تكون أسلافًا للحداثة المتأخرة وما بعد الحداثة في الحرب العالمية الأولى وعلى الأخص في أعقابها. مع إدخال استخدام التحف الصناعية في الفن، وحركات مثل التكعيبية، والدادائية والسريالية، فضلًا عن تقنيات مثل الكولاج والرسوم مثل السينما وظهور الاستنساخ وسيلةً لخلق الأعمال الفنية. ابتكر كل من بابلو بيكاسو الحداثي ومارسيل دوشامب المتمرد أعمالًا مهمة ومؤثرة من أشياء موجودة.

### الحوشية، والتكعيبية، والدادائية، والسريالية كما في السابق
في أوائل القرن العشرين، بعد تأثير هنري ماتيس وأندريه دين رسامين للمدرسة الحوشية، وبابلو وبيكاسو والابتكارات الضخمة لجورج براكي والنجاح العالمي للتكعيبية وتشجيع الطليعة، أعلن مارسيل دوشامب عن مبولة بوصفها عملًا نحتيًا، وكانت وجهة نظره أن ينظر الناس إلى المبولة بوصفها عملًا فنيًا، وأشار إلى عمله بأنه «جاهز». أثارت «النافورة»، التي كانت في الواقع مبولة موقعة بالاسم المستعار لدوشامب، صدمة عالم الفن سنة 1917. تدخل هذه الأعمال وأعمال دوشامب الأيقونية الأخرى عمومًا ضمن الحركة الدادائية.
تُعَد الدادائية جزءًا من نزعة حداثية لتحدي الأنماط والأشكال الراسخة، إلى جانب السريالية والمستقبلية والتعبيرية التجريدية. زمنيًا تقع الدادائية في صلب الحداثة، لكن العديد من النقاد يعدونها تسبق ما بعد الحداثة، في حين يعدها آخرون نقطة تحول محتملة ما بين الحداثة وما بعد الحداثة.
أصبح للحوشية وهنري ماتيس خصوصًا تأثير مهم في التعبيرية التجريدية واللوحة الميدانية الملونة، وهي معالم مهمة للحداثة المتأخرة. يُعرف الرقص عمومًا بأنه نقطة أساسية في عمل ماتيس وفي تطوير اللوحة الحديثة، مع امتدادها الكبير للون الأزرق، وبساطة التصميم والتركيز على الإحساس النقي، حيث كان للوحة الفنية تأثير كبير في الفنانين الأمريكيين الذين شاهدوها في متحف الفن الحديث في مدينة نيويورك.